# Eva Lacinová
Eva Lacinová (* 3. Oktober 1971 in Prag) ist eine ehemalige tschechische Badmintonspielerin.

## Karriere
Das Spiel mit dem Federball erlernte sie gemeinsam mit ihrer Schwester Jitka Lacinová bei ihrem Vater Petr Lacina, ebenfalls ein erfolgreicher Badmintonspieler. 1986 gewann Eva Lacinová ihren ersten tschechoslowakischen Juniorentitel im Damendoppel. Diesen Erfolg konnte sie im Folgejahr wiederholen. 1987 war auch das Jahr ihres ersten Titelgewinns bei den Erwachsenen. Sie gewann wieder die Damendoppelkonkurrenz gemeinsam mit ihrer Schwester Jitka. 1988 gelang ihr bei den tschechischen Juniorenmeisterschaften das Triple: Sie siegte in allen drei Einzeldisziplinen. 1989 gewann sie einen weiteren Damendoppeltitel bei den Erwachsenen, diesmal jedoch mit Adela Šimurková an ihrer Seite. Ein Jahr später siegten die Lacinová-Schwestern wieder gemeinsam. 1992 gewann Eva Lacinová ihren ersten Einzeltitel bei den Tschechoslowakischen Meisterschaften. Diesen Erfolg konnte sie 1993, mittlerweile jedoch ohne die slowakische Gegnerschaft im Starterfeld, wiederholen. Von 1993 bis 1995 gewannen Eva und Jitka Lacinová wieder die Doppelkonkurrenz. Beider Titelsammlung wird um mehrere Mannschaftstitel mit Spoje und Meteor Prag ergänzt.
Höhepunkt der Karriere von Eva Lacinová war die Teilnahme an den Olympischen Spielen 1992 in Barcelona, wo sie jedoch im Dameneinzel in Runde 1 ausschied.

## Nationale Titel
| Saison | Veranstaltung                                          | Disziplin   | Sieger                         |
| ------ | ------------------------------------------------------ | ----------- | ------------------------------ |
| 1986   | Tschechoslowakische Einzelmeisterschaften der Junioren | Damendoppel | Eva Lacinová / Jitka Lacinová  |
| 1987   | Tschechoslowakische Einzelmeisterschaften der Junioren | Damendoppel | Eva Lacinová / Jitka Lacinová  |
| 1987   | Tschechoslowakische Einzelmeisterschaften              | Damendoppel | Jitka Lacinová / Eva Lacinová  |
| 1988   | Tschechoslowakische Einzelmeisterschaften              | Damendoppel | Jitka Lacinová / Eva Lacinová  |
| 1988   | Tschechoslowakische Einzelmeisterschaften der Junioren | Mixed       | Jan Doucha / Eva Lacinová      |
| 1988   | Tschechoslowakische Einzelmeisterschaften der Junioren | Damendoppel | Eva Lacinová / Dana Matoušková |
| 1988   | Tschechoslowakische Einzelmeisterschaften der Junioren | Dameneinzel | Eva Lacinová                   |
| 1989   | Tschechoslowakische Einzelmeisterschaften              | Damendoppel | Adela Šimurková / Eva Lacinová |
| 1990   | Tschechoslowakische Einzelmeisterschaften              | Damendoppel | Jitka Lacinová / Eva Lacinová  |
| 1992   | Tschechoslowakische Einzelmeisterschaften              | Dameneinzel | Eva Lacinová                   |
| 1993   | Tschechische Einzelmeisterschaften                     | Dameneinzel | Eva Lacinová                   |
| 1993   | Tschechische Einzelmeisterschaften                     | Damendoppel | Eva Lacinová / Jitka Lacinová  |
| 1994   | Tschechische Einzelmeisterschaften                     | Damendoppel | Eva Lacinová / Jitka Lacinová  |
| 1995   | Tschechische Einzelmeisterschaften                     | Damendoppel | Eva Lacinová / Jitka Lacinová  |